# 克里斯托弗·斯托勒
克里斯托弗·斯托勒（Christopher Storer，1981年—）是一位美國編劇、導演和製片人。他在伊利諾伊州帕克里奇長大，最初因與喜劇演員柏·本漢的合作而聲名鵲起，并製作伯納姆的處女作《八年級生》（ 2018）。之後，他更廣為人知的身份是喜劇影集《大熊餐廳》（The Bear，2022年至今）的創作者、聯合影集統籌、編劇和導演，並憑藉該劇榮獲四項黃金時段艾美獎。